# Cleora minutaria
Cleora minutaria är en fjärilsart som beskrevs av John Henry Leech 1891. Cleora minutaria ingår i släktet Cleora och familjen mätare. Inga underarter finns listade i Catalogue of Life.